# Collegio di Wealden
Wealden è stato un collegio elettorale inglese situato nell'East Sussex rappresentato alla camera dei Comuni del parlamento del Regno Unito. Eleggeva un membro del parlamento con il sistema maggioritario a turno unico; il collegio è stato abolito in occasione della revisione periodica del 2024.

## Estensione
- 1983-1997: i ward del distretto di Wealden di Buxted, Chiddingly and East Hoathly, Crowborough East, Crowborough North, Crowborough West, Danehill, Fletching, Forest Row, Framfield, Frant, Hailsham Central and North, Hailsham East, Hailsham South and West, Hartfield, Heathfield, Hellingly, Horam, Maresfield, Mayfield, Rotherfield, Uckfield, Wadhurst, Waldron e Withyam.
- 1997-2010: i ward del distretto di Wealden di Buxted, Chiddingly and East Hoathly, Crowborough East, Crowborough North, Crowborough St John's, Crowborough West, Danehill, Fletching, Forest Row, Framfield, Frant, Hailsham Central and North, Hailsham East, Hailsham South and West, Hartfield, Heathfield, Hellingly, Horam, Maresfield, Mayfield, Rotherfield, Uckfield, Wadhurst, Waldron e Withyam.
- 2010-2024: i ward del distretto di Wealden di Buxted and Maresfield, Chiddingly and East Hoathly, Crowborough East, Crowborough Jarvis Brook, Crowborough North, Crowborough St John's, Crowborough West, Danehill/Fletching/Nutley, Forest Row, Framfield, Frant/Withyham, Hailsham Central and North, Hailsham East, Hailsham South and West, Hartfield, Hellingly, Horam, Mayfield, Rotherfield, Uckfield Central, Uckfield New Town, Uckfield North, Uckfield Ridgewood e Wadhurst.

Circa metà della popolazione del collegio viveva nelle principali città dell'area: Crowborough, Hailsham e Uckfield. Il resto del collegio era in prevalenza rurale, e presentava molte piccole città, villaggi e frazioni. Il panorama era vario, e spaziava dalla foresta di Ashdown a nord alle colline del sud, e nella parte meridionale il collegio comprendeva l'area costiera.
Il collegio copriva gran parte del distretto di Wealden nell'East Sussex. Tuttavia, parte del distretto nella sua parte meridionale ricadeva nel collegio di Lewes, Bexhill and Battle e Eastbourne.

## Membri del parlamento
| Elezione | Elezione       | Deputato               | Partito          |
| -------- | -------------- | ---------------------- | ---------------- |
|          | 1983           | Geoffrey Johnson Smith | Conservatore     |
| 2001     | Charles Hendry |                        | Conservatore     |
| 2015     | Nus Ghani      |                        | Conservatore     |
|          | 2024           | Collegio abolito       | Collegio abolito |

## Elezioni

### Elezioni negli anni 2010
| Partito                    | Partito                                   | Candidato                  | Risultati 12 dicembre 2019 | Risultati 12 dicembre 2019 |
| Partito                    | Partito                                   | Candidato                  | Voti                       | %                          |
| -------------------------- | ----------------------------------------- | -------------------------- | -------------------------- | -------------------------- |
|                            | Conservatore                              | Nus Ghani                  | 37 043                     | 60,82                      |
|                            | Lib Dem                                   | Chris Bowers               | 11 388                     | 18,70                      |
|                            | Laburista                                 | Angela Smith               | 9 377                      | 15,40                      |
|                            | Verdi                                     | Georgia Taylor             | 3 099                      | 5,09                       |
|                            |                                           |                            |                            |                            |
| Iscritti                   | Iscritti                                  | Iscritti                   | 83 038                     | 100,00                     |
| ↳ Votanti (% su iscritti)  | ↳ Votanti (% su iscritti)                 | ↳ Votanti (% su iscritti)  | 60 907                     | 73,35                      |
| ↳ Astenuti (% su iscritti) | ↳ Astenuti (% su iscritti)                | ↳ Astenuti (% su iscritti) | 22 131                     | 26,65                      |
|                            |                                           |                            |                            |                            |
|                            | Esito: collegio confermato a Conservatore |                            |                            |                            |

| Partito                    | Partito                                   | Candidato                  | Risultati 8 giugno 2017 | Risultati 8 giugno 2017 |
| Partito                    | Partito                                   | Candidato                  | Voti                    | %                       |
| -------------------------- | ----------------------------------------- | -------------------------- | ----------------------- | ----------------------- |
|                            | Conservatore                              | Nus Ghani                  | 37 027                  | 61,24                   |
|                            | Laburista                                 | Angela Smith               | 13 399                  | 22,16                   |
|                            | Lib Dem                                   | Chris Bowers               | 6 281                   | 10,39                   |
|                            | Verdi                                     | Colin Stocks               | 1 959                   | 3,24                    |
|                            | UKIP                                      | Nicola Burton              | 1 798                   | 2,97                    |
|                            |                                           |                            |                         |                         |
| Iscritti                   | Iscritti                                  | Iscritti                   | 81 378                  | 100,00                  |
| ↳ Votanti (% su iscritti)  | ↳ Votanti (% su iscritti)                 | ↳ Votanti (% su iscritti)  | 60 464                  | 74,30                   |
| ↳ Astenuti (% su iscritti) | ↳ Astenuti (% su iscritti)                | ↳ Astenuti (% su iscritti) | 20 914                  | 25,70                   |
|                            |                                           |                            |                         |                         |
|                            | Esito: collegio confermato a Conservatore |                            |                         |                         |

| Partito                    | Partito                                   | Candidato                  | Risultati 7 maggio 2015 | Risultati 7 maggio 2015 |
| Partito                    | Partito                                   | Candidato                  | Voti                    | %                       |
| -------------------------- | ----------------------------------------- | -------------------------- | ----------------------- | ----------------------- |
|                            | Conservatore                              | Nus Ghani                  | 32 508                  | 57,01                   |
|                            | UKIP                                      | Peter Griffiths            | 9 541                   | 16,73                   |
|                            | Laburista                                 | Solomon Curtis             | 6 165                   | 10,81                   |
|                            | Lib Dem                                   | Giles Goodall              | 5 180                   | 9,09                    |
|                            | Verdi                                     | Mark Smith                 | 3 623                   | 6,35                    |
|                            |                                           |                            |                         |                         |
| Iscritti                   | Iscritti                                  | Iscritti                   | 80 305                  | 100,00                  |
| ↳ Votanti (% su iscritti)  | ↳ Votanti (% su iscritti)                 | ↳ Votanti (% su iscritti)  | 57 017                  | 71,00                   |
| ↳ Astenuti (% su iscritti) | ↳ Astenuti (% su iscritti)                | ↳ Astenuti (% su iscritti) | 23 288                  | 29,00                   |
|                            |                                           |                            |                         |                         |
|                            | Esito: collegio confermato a Conservatore |                            |                         |                         |

| Partito                    | Partito                                   | Candidato                  | Risultati 6 maggio 2010 | Risultati 6 maggio 2010 |
| Partito                    | Partito                                   | Candidato                  | Voti                    | %                       |
| -------------------------- | ----------------------------------------- | -------------------------- | ----------------------- | ----------------------- |
|                            | Conservatore                              | Charles Hendry             | 31 090                  | 56,56                   |
|                            | Lib Dem                                   | Chris Bowers               | 13 911                  | 25,31                   |
|                            | Laburista                                 | Lorna Blackmore            | 5 266                   | 9,58                    |
|                            | UKIP                                      | Dan Docker                 | 3 319                   | 6,04                    |
|                            | Verdi                                     | David Jonas                | 1 383                   | 2,52                    |
|                            |                                           |                            |                         |                         |
| Iscritti                   | Iscritti                                  | Iscritti                   | 76 558                  | 100,00                  |
| ↳ Votanti (% su iscritti)  | ↳ Votanti (% su iscritti)                 | ↳ Votanti (% su iscritti)  | 54 969                  | 71,80                   |
| ↳ Astenuti (% su iscritti) | ↳ Astenuti (% su iscritti)                | ↳ Astenuti (% su iscritti) | 21 589                  | 28,20                   |
|                            |                                           |                            |                         |                         |
|                            | Esito: collegio confermato a Conservatore |                            |                         |                         |

### Elezioni negli anni 2000
| Partito                    | Partito                                   | Candidato                  | Risultati 5 maggio 2005 | Risultati 5 maggio 2005 |
| Partito                    | Partito                                   | Candidato                  | Voti                    | %                       |
| -------------------------- | ----------------------------------------- | -------------------------- | ----------------------- | ----------------------- |
|                            | Conservatore                              | Charles Hendry             | 28 975                  | 52,06                   |
|                            | Lib Dem                                   | Christopher Wigley         | 13 054                  | 23,46                   |
|                            | Laburista                                 | Dudley Rose                | 9 360                   | 16,82                   |
|                            | Verdi                                     | Julian Salmon              | 2 150                   | 3,86                    |
|                            | UKIP                                      | Keith Riddle               | 2 114                   | 3,80                    |
|                            |                                           |                            |                         |                         |
| Iscritti                   | Iscritti                                  | Iscritti                   | 82 205                  | 100,00                  |
| ↳ Votanti (% su iscritti)  | ↳ Votanti (% su iscritti)                 | ↳ Votanti (% su iscritti)  | 55 653                  | 67,70                   |
| ↳ Astenuti (% su iscritti) | ↳ Astenuti (% su iscritti)                | ↳ Astenuti (% su iscritti) | 26 552                  | 32,30                   |
|                            |                                           |                            |                         |                         |
|                            | Esito: collegio confermato a Conservatore |                            |                         |                         |

| Partito                    | Partito                                   | Candidato                  | Risultati 7 giugno 2001 | Risultati 7 giugno 2001 |
| Partito                    | Partito                                   | Candidato                  | Voti                    | %                       |
| -------------------------- | ----------------------------------------- | -------------------------- | ----------------------- | ----------------------- |
|                            | Conservatore                              | Charles Hendry             | 26 279                  | 49,81                   |
|                            | Lib Dem                                   | Steve Murphy               | 12 507                  | 23,71                   |
|                            | Laburista                                 | Kathy Fordham              | 10 705                  | 20,29                   |
|                            | UKIP                                      | Keith Riddle               | 1 538                   | 2,92                    |
|                            | Verdi                                     | Julian Salmon              | 1 273                   | 2,41                    |
|                            | Pensioner Coalition                       | Cyril Thornton             | 453                     | 0,86                    |
|                            |                                           |                            |                         |                         |
| Iscritti                   | Iscritti                                  | Iscritti                   | 83 080                  | 100,00                  |
| ↳ Votanti (% su iscritti)  | ↳ Votanti (% su iscritti)                 | ↳ Votanti (% su iscritti)  | 52 756                  | 63,50                   |
| ↳ Astenuti (% su iscritti) | ↳ Astenuti (% su iscritti)                | ↳ Astenuti (% su iscritti) | 30 324                  | 36,50                   |
|                            |                                           |                            |                         |                         |
|                            | Esito: collegio confermato a Conservatore |                            |                         |                         |

## Risultati dei referendum
|             | Collegio | Lasciare UE % | Rimanere in UE % |
| ----------- | -------- | ------------- | ---------------- |
|             | Wealden  | 52,5%         | 47,5%            |
| Inghilterra | 53,3%    | 46,7%         |                  |
| Regno Unito | 51,9%    | 48,1%         |                  |